# Stephen Roskill
Stephen Wentworth Roskill (1er août 1903 - 4 novembre 1982) était un officier de carrière de la Royal Navy, ayant servi pendant la Seconde Guerre mondiale et, après sa retraite forcée pour raison médicale, il devint l'historien officiel de la Royal Navy de 1949 à 1960. Il est aujourd'hui surtout connu comme un prodigieux auteur de livres sur l'histoire maritime britannique.

## Carrière dans la marine
Le fils de John Henry Roskill,. un avocat, et Sybil Dilke, Stephen Roskill est né à Londres, en Angleterre et s'enrôla dans la Royal Navy en 1917, suivant des cours au Royal Naval College à Osborne, puis au Britannia Royal Naval College de Dartmouth. Aspirant, il a servi sur le croiseur léger HMS Durban au sein de la China Station, avant de revenir pour des exercices de tir à Greenwich et à Portsmouth. En 1930, il épousa Elisabeth van den Bergh, avec qui il a eu sept enfants. Roskill servi en mer comme officier d'artillerie sur le porte-avions HMS Eagle au sein de la China station de 1933 à 1935. Par la suite, il enseigna à l'école de tir HMS Excellent, et en 1936 il a nommé l’artilleur de marine, puis est devenu artilleur sur le dreadnought HMS Warspite, nouvellement reconstruit, et ce jusqu'en 1939, a été un membre de l’état major de la Marine de 1939 à 1941, puis a servi comme commandant du HMNZS Leander de 1941 à 1944. Le 13 juillet 1943, le Leander faisait partie d'un groupe constitué principalement de navires de guerre américains au large des îles Salomon, où ils ont engagé le combat avec une flotte de navires japonais. Au cours de l'action, le Leander a été torpillé et gravement endommagé. Pour ses actions pour maintenir le navire à flot, Roskill a reçu la Croix du service distingué. En mars 1944, il a été promu captain par intérim et envoyé à rejoindre la délégation de l’Amirauté britannique à Washington, en tant que chef d’état major pour l'Administration et les armes. Il a été l'observateur supérieur britannique lors des tests atomiques sur l'atoll de Bikini en 1946, et a servi comme directeur adjoint du renseignement naval, de 1946 à 1948 avant de prendre sa retraite en tant que captain, en raison de sa surdité croissante provoquée par l'exposition aux détonations de canons.

## Carrière comme un historien de la marine
À sa retraite du service actif en 1948, Roskill a été mandaté par la Section historique du Cabinet Office d'écrire l'histoire navale officielle de la Seconde Guerre mondiale. Son œuvre en trois volumes The War at Sea ("La guerre sur mer") a été publiée entre 1954 et 1961. En 1961, il a été élu membre associé à la recherche du Churchill College de Cambridge, où il a participé à la fondation du Centre d'archives de Churchill. Le Centre possède 180 boîtes de documents personnels et de recherche de Roskill. Après sa retraite, il a été professeur invité dans plusieurs universités, notamment en étant maître de conférences à Lees Knowles en 1961, professeur émérite invité à l'académie navale américaine en 1965, et professeur invité à l'université de Cambridge en 1967. Il a été élu vice-président de la Navy Records Society en 1964 et vice-président honoraire en 1974.

## Honneurs et récompenses
Roskill a reçu la Distinguished Service Cross le 21 mars 1944 comme commandant du HMNZS Léandre quand il a été torpillé dans le Pacifique. En 1946, il a été décoré de la Légion du Mérite américaine. Il a été fait commandeur de l'Ordre de l'Empire britannique dans les décorations du nouvel an 1971 et a reçu un doctorat honorifique en littérature de l'université de Cambridge en 1970, de l'université de Leeds en 1971, et l'université d'Oxford en 1980. Il a été élu membre distingué de la British Academy.

## Dates de promotion
| Aspirant          | Sous lieutenant | Lieutenant   | Capitaine de corvette (Lieutenant-Commander) | Capitaine de frégate (Commander) | Capitaine de vaisseau (Captain) |
| ----------------- | --------------- | ------------ | -------------------------------------------- | -------------------------------- | ------------------------------- |
|                   |                 |              |                                              |                                  |                                 |
| 15 septembre 1921 | 30 juillet 1924 | 30 août 1925 | 30 août 1933                                 | 31 décembre 1938                 | 30 juin 1944                    |

## Publications
- Escort. The battle of the Atlantic by Denys Arthur Rayner and edited by S. W. Roskill (1955)
- H.M.S. Warspite. The story of a famous battleship (1957)
- The Secret Capture. (On the capture of the German submarine U.110 during the second world war). (1959)
- The war at sea, 1939-1945 Three volumes (1954–61; 1994)
- The Navy at War, 1939-1945 Published in the USA as The White Ensign: The British Navy at War, 1939-1945(1960)
- The Strategy of Sea Power. Its development and application. Based on the Lees-Knowles Lectures ... 1961 (1962)
- A Merchant Fleet in War. Alfred Holt & Co., 1939-1945. (1962)
- The strategy of sea power (1962, 1984)
- The Art of Leadership (1964)
- Naval policy between the wars. Vol. 1, The period of Anglo-American antagonism, 1919-1929; Vol. 2, The period of reluctant rearmament, 1930-1939 (1968, 1976)
- Documents relating to the Naval Air Service (1969)
- Stephen Roskill, Hankey: Man Of Secrets, vol. I : 1877-1918, Collins, 1970 (ISBN 0-00-211327-9)
- Stephen Roskill, Hankey: Man Of Secrets, vol. II : 1919-1931, Collins, 1972 (ISBN 0-00-211330-9)
- Stephen Roskill, Hankey: Man Of Secrets, vol. III : 1931-1963, Collins, 1974 (ISBN 0-00-211332-5)
- The eventful history of the mutiny and piratical seizure of HMS Bounty, its causes and consequences by Sir John Barrow edited with an introduction by S.W. Roskill (1976)
- Churchill and the admirals (1977, 2004)
- Admiral of the Fleet Earl Beatty: the last naval hero: an intimate biography (1980)

## Sources
- Eugene L. Rasor, English/British Naval History since 1815. New York: Garland, 1990, pp. 38–41.